# Kerwin Roach
Kerwin LaTroy Roach II (Houston, 24 ottobre 1996) è un cestista statunitense.

## Palmarès
- Campione NIT (2019)
- MVP National Invitation Tournament (2019)